# Banco Nacional de Desenvolvimento Econômico e Social
La  Banque brésilienne de développement, (en portugais  Banco Nacional de Desenvolvimento Economico e Social ) est une banque brésilienne fondée en 1952.